# Episodi di Regina del Sud (prima stagione)
La prima stagione della serie televisiva Regina del Sud è stata trasmessa negli Stati Uniti dal canale USA Network dal 23 giugno al 15 settembre 2016.
In Italia, la stagione è stata interamente pubblicata il 9 maggio 2017 su Netflix ed è stata trasmessa in chiaro dall'8 marzo 2018 su Nove.
| n° | Titolo originale              | Titolo italiano                 | Prima TV USA      | Pubblicazione Italia |
| -- | ----------------------------- | ------------------------------- | ----------------- | -------------------- |
| 1  | Piloto                        | Pilot                           | 23 giugno 2016    | 9 maggio 2017        |
| 2  | Cuarenta Minutos              | Quaranta minuti                 | 30 giugno 2016    | 9 maggio 2017        |
| 3  | Estrategia de Entrada         | Strategia d'ingresso            | 7 luglio 2016     | 9 maggio 2017        |
| 4  | Lirio de los Valles           | Il mughetto                     | 14 luglio 2016    | 9 maggio 2017        |
| 5  | Un Alma. Un Mapa. Dos Futuros | Un'anima, una mappa, due futuri | 21 luglio 2016    | 9 maggio 2017        |
| 6  | El Engaño Como la Regla       | L'inganno come regola           | 28 luglio 2016    | 9 maggio 2017        |
| 7  | El Hombre Pájaro              | Birdman                         | 4 agosto 2016     | 9 maggio 2017        |
| 8  | Billete de Magia              | Biglietto magico                | 11 agosto 2016    | 9 maggio 2017        |
| 9  | Coge Todo lo Que Puede Llevar | Prendi tutto quello che puoi    | 18 agosto 2016    | 9 maggio 2017        |
| 10 | Esta Cosa Que Es Nuestra      | Questa cosa che è nostra        | 25 agosto 2016    | 9 maggio 2017        |
| 11 | Punto sin Retorno             | Punto di non ritorno            | 1º settembre 2016 | 9 maggio 2017        |
| 12 | Quinientos Mil                | Cinquecentomila                 | 8 settembre 2016  | 9 maggio 2017        |
| 13 | Cicatriz                      | Cicatrice                       | 15 settembre 2016 | 9 maggio 2017        |

## Pilot
- Titolo originale: Piloto
- Diretto da: Charlotte Sieling
- Scritto da: Joshua Jon Miller

### Trama
Teresa è una ragazza povera di Sinaloa, Messico, che lavora per le strade come cambiavalute, finché non incontra Guero; un uomo affascinante che è fin da subito attratto da lei. Dopo aver visto come il suo capo la trattava, Guero decide di pestarlo e portare Teresa con sé e i suoi amici: Brenda e Chino. L'uomo si scopre poi essere un trafficante di droga per il Cartello Vargas, guidato da Don Epifanio, ma ciò non sembra interessare a Teresa. Un giorno Guero dà alla donna una borsa piena di contanti con una pistola e un quaderno, inoltre le consegna un telefono e le fa promettere che se il telefono un giorno dovesse squillare lei dovrebbe prendere la borsa, scambiare il quaderno con la propria vita a Don Epifanio e andarsene; perché ciò significherebbe che lui è morto. Quel giorno arriva, il telefono squilla e Teresa prende ciò che le era stato detto e scappa, prima però passa a casa dell'amica Brenda nella speranza di riuscire a salvare lei, il figlio Tony e il marito Chino; ma qualcosa va storto:infatti gli uomini di Epifanio raggiungono la casa e Chino viene ucciso sotto gli occhi della moglie Brenda e di Teresa. Le due donne scappano con il bambino ma vengono intercettate dagli uomini di Epifanio che sparano contro l'auto con la quale stavano scappando. Ciò le obbliga a nascondersi negli edifici che le circondano, separandosi; Teresa però viene raggiunta da Gato e Pote, Gato prima di ucciderla decide di stuprarla e durante lo stupro la donna gli spara in faccia, prende le sue cose e riesce a scappare. Quella sera incontra Don Epifanio e cerca di fare lo scambio così come Guero gli aveva detto di fare, ma l'uomo decide di rifiutare però le offre in cambio protezione e Teresa, disperata, accetta. Mentre viaggiano in macchina Teresa si rende conto che qualcosa non va, così ruba la pistola dell'autista di Don Epifanio e la punta alla sua testa, chiedendo loro di lasciarla andare. Don Epifanio cerca di far tranquillizzare Teresa, inutilmente, per poterle prendere le pistole; ma la donna per sbaglio fa partire un colpo che uccide l'autista e provoca loro un grave incidente, durante il quale sia lei che Don Epifanio rimangono feriti. Teresa riesce ad uscire dalla macchina ribaltata, nonostante la gamba molto ferita, ma decide di lasciare lì l'uomo e andarsene con la borsa contenente il quaderno. Arrivata ad una stazione di servizio, non lontana dal confine con il Texas, viene curata da un uomo e poco prima di essere rapita da alcuni uomini lascia il diario nel bagno del luogo. Quando la donna riprende i sensi si ritrova in un magazzino, e di lì a poco vede una faccia a lei lontanamente familiare: si tratta di Camila Vargas, moglie di Epifanio. Camila vuole sapere perché Teresa è così importante per suo marito da starla cercando così intensamente e volerla a tutti i costi viva, ma la donna non risponde così Camila decide che finché non scoprirà il suo segreto la terrà a lavorare con sé, all'oscuro del marito.
- Guest star: Pete Partida (Tonto), Alberto Yanez (Autista di Epifanio).

## Quaranta minuti
- Titolo originale: Cuarenta Minutos
- Diretto da: Matthew Penn
- Scritto da: Scott Rosenbaum

### Trama
Quando Teresa si sveglia nel magazzino assiste ad una scena raccapricciante: ragazze che vengono drogate per calmarle e metterle al lavoro come prostituite. Dopo essere stata colpita da un uomo di Camila, in seguito ad aver richiesto di poterle parlare, viene avvicinata da una mula chiamata Aveline, che le consiglia di stare buona così da fare carriera e poter avere dei benefici; la donna muore poco dopo a causa delle bustine di cocaina ingerite che si stanno aprendo. Charger, un membro del cartello, cerca di recuperare tutte le bustine dal corpo di Aveline mentre Teresa cerca di scappare, fallendo. Nel frattempo Camila sta assistendo alla quinceañera della sua figlioccia Anita, ma quando James l’avvisa del tentativo di fuga di Teresa decide di tornare al magazzino. La boss minaccia Teresa chimando Epifanio per scoprire il motivo dietro la ricerca della ragazza, ma il marito non le dice nulla e Teresa risponde che lei era solo la ragazza di Güero; dopo questa risposta, Camila dà ordine di drogarla e metterla al lavoro. Teresa cerca di lottare ma sapendo di non avere chances le fa un’offerta migliore: trasporterà la droga. Camila accetta nonostante James le ricordi il pericolo che la ragazza sta per correre. A Teresa viene fatto un passaporto falso e poi è costretta ad ingoiare le 23 bustine di cocaina; in macchina con James verso l’aeroporto lei ripassa le informazioni sul passaporto falso mentre lui guida il più velocemente possibile. Purtroppo arrivano ad una strada chiusa per lavori in corso così James, preoccupato di non avere più tempo, dice a Teresa di vomitare le bustine o morirà; dopo una breve lite la donna decide di voler portare a termine il lavoro, invitando il suo partner a guidare più veloce, ma si scontrano con un camion, e vengono quindi obbligati a procedere a piedi. Arrivati all’aeroporto passano i controlli di sicurezza e poi si fermano in un bagno solo per il personale, Teresa inizia a vomitare le bustine che ormai si stanno quasi sciogliendo, ma arrivata a 21 non riesce più a continuare, così James prende del sapone e glielo fa bere in modo da farle vomitare anche le ultime rimaste. Insieme consegnano il tutto a Han, il loro cliente e poi escono dall’aeroporto per salire su un taxi, dove la ragazza gli chiede come faceva a conoscere il trucco del sapone e lui le racconta che durante la sua infanzia l’aveva usato una volta per saltare la scuola. Camila intanto visita un avvocato: Teo Aljarafe, chiedendogli di comprare una società di pescherecci senza che il marito ne venga a conoscenza. Poi torna al suo club dove viene raggiunta da James che le racconta del lavoro svolto; lei lo sprona a tenere d’occhio Teresa.
A Sinaloa Brenda cerca di scappare con Tony, chiedendo rifugio alla madre ma quando arriva davanti al suo negozio nota gli uomini di Epifanio lì, poi un furgone si ferma facendoli salire: alla guida c’è Oscar, un vecchio amico di Brenda a cui lei spesso faceva scherzi da bambina. Egli li porta via mettendoli in salvo. Pote e Cesar fanno visita ad Epifanio raccontandogli che il cellulare di Brenda è stato rintracciato in città e che lei e suo figlio sono stati visti salire su un furgone. Quella notte Cesar rapisce e tortura Oscar, che però non gli rivela dove si trova Brenda, così lo uccide e insieme ad Epifanio decidono di aspettare finché la donna non riaccenderà il cellulare.
- Guest star: Mark Consuelos (Teo Aljarafe), Caitlin Leahy (Aveline).